# Damjan Bistričić
Damjan Bistričić, hrvatski filmaš. 

## Životopis
Diplomirao je talijanski jezik i književnost. Autor je dokumentarnih i igranih filmova (Policija u zajednici i Knock Out). Surađivao s Valterom Milovanom i Maerom na knjizi "Neradni dan". Autor je stalnog fotopostava Križni put u kapeli crkve sv. Pavla u Puli.
Voditelj je filmske grupe u Dječjem domu Pula, gdje radi kao odgajatelj. Film Policija u zajednici prvi je koji su snimili. Snimili su ga u suradnji s MUP-om te djecom iz Medicinske škole i osnovne škole Veruda. Film je edukativne naravi: gledateljima se poručuje da prijavom zločina policajcima čine dobro djelo. Sljedeći film koji su snimili bio je u suradnji s hrvatskim boksačem Stipom Drvišem koji govori o tome kako na ispravan način reagirati na nasilje.